# 土佐くろしお農業協同組合
土佐くろしお農業協同組合（とさくろしおのうぎょうきょうどうくみあい）は、日本の高知県に所在する農業協同組合。同県須崎市に本部を置き、同市および中土佐町と津野町の一部を営業所管地域とする。略称は土佐くろしお農協またはJA土佐くろしお。

## 概要
1997年（平成9年）4月1日に当時の須崎市農業協同組合、葉山村農業協同組合（高岡郡葉山村=現・津野町）、土佐久礼農業協同組合（中土佐町の旧久礼町地区）、上ノ加江農業協同組合（中土佐町の旧上ノ加江町地区）の1市1町1村域の4農協が合併して発足した。なお、津野町のうち旧東津野村域はJA津野山を経て、中土佐町の旧大野見村域はJA四万十川を経て現在ではいずれも高知県農業協同組合（JA高知県）の高西地区となっている。
果菜類などの園芸農業に強みをもち、とりわけみょうがの出荷額は2020年（令和元年）度実績で61億円を超える。これは同年の本組合の経済事業の販売額全体である93億円の約3分の2に匹敵する金額で、最も主要な産品となっている。みょうがの生産は全国的に見ても同農協が販売シェアの6割を担うトップ産地となっている。
2016年に県全体の経済事業を主導していた旧高知県園芸農業協同組合（高知県園芸連）と県内12の単位農協などが2019年に合併して高知県農業協同組合が発足させることを発表した際も合併に参加せず単一の農協として独立を保った。このとき県内の主要農協で合併に参加しなかったのは本組合と、高知市農業協同組合（JA高知市）、馬路村農業協同組合（JA馬路村）の計3農協のみであった。

## 主な出荷品目
- みょうが
- きゅうり
- ししとう

## 事業所

### 本所・支所
| 店舗番号 | 店舗名       | 住所                     | 備考                                                                                                 |
| -------- | ------------ | ------------------------ | --- |
| 001      | 本所「和」   | 須崎市多ノ郷甲3751-11    | |
| 002      | 浦ノ内支所   | 須崎市浦ノ内東分119-4    | |
| 003      | 吾桑支所     | 須崎市吾井郷乙499-1      | |
| 004      | 須崎支所     | 須崎市西町1-4-19         | |
| 005      | 上分支所     | 須崎市西町1-4-19         | 2022年4月4日支所再編により事務所機能を須崎支所所在地に統合、勘定上は残る。                           |
| 006      | 大谷出張所   | 須崎市大間本町14-26      | 2022年4月4日支所再編により事務所機能を多ノ郷支所所在地に統合、勘定上は残る。 旧所在地は須崎市大谷235 |
| 008      | 多ノ郷支所   | 須崎市大間本町14-26      | |
| 011      | 葉山支所     | 高岡郡津野町永野478-4    | |
| 021      | 久礼支所     | 高岡郡中土佐町久礼2009-2 | 旧土佐久礼農協本所                                                                                   |
| 031      | 上ノ加江支所 | 高岡郡中土佐町久礼2009-2 | 2022年4月4日支所再編により事務所機能を久礼支所所在地に統合、勘定上は残る                             |

### 購買店舗
| 店舗名                   | 住所                     |
| ------------------------ | ------------------------ |
| 営農経済センターふれあい | 須崎市多ノ郷甲3751‐7     |
| 営農経済センターよこなみ | 須崎市浦ノ内東分111-6    |
| 営農経済センターなかとさ | 高岡郡中土佐町久礼2009-2 |

### ガソリンスタンド
| 店舗名                    | 住所                |
| ------------------------- | ------------------- |
| JA土佐くろしお ひまわりSS | 須崎市多ノ郷甲395-1 |
| JA土佐くろしお さくらSS   | 須崎市吾井郷乙855-1 |

### 葬送会館
| 店舗名                 | 住所           |
| ---------------------- | -------------- |
| ルミエール土佐くろしお | 須崎市桐間西17 |

### 農産物直売所
| 店舗名                          | 住所                |
| ------------------------------- | ------------------- |
| 土佐くろしお村 村営とさっ子広場 | 須崎市大間本町14-26 |
| とさっ子広場 かわうそ店         | 須崎市下分甲263-3   |